# Essertines-en-Châtelneuf
Essertines-en-Châtelneuf är en kommun i departementet Loire i regionen Auvergne-Rhône-Alpes i centrala Frankrike. Kommunen ligger i kantonen Montbrison som tillhör arrondissementet Montbrison. År 2022 hade Essertines-en-Châtelneuf 660 invånare.

## Befolkningsutveckling
Antalet invånare i kommunen Essertines-en-Châtelneuf
| Referens: INSEE |